# Nesothrips brevicollis
Nesothrips brevicollis är en insektsart som först beskrevs av Bagnall 1914.  Nesothrips brevicollis ingår i släktet Nesothrips och familjen smaltripsar. Inga underarter finns listade i Catalogue of Life.